# Vicente Rodríguez Casado
Vicente Rodríguez Casado (Ceuta, 29 de abril de 1918-Cercedilla, Madrid, 3 de septiembre de 1990), fue historiador, fundador y rector de la Universidad Hispanoamericana de Santa María de La Rábida.

## Biografía

### Infancia y juventud
Hijo de Vicente Rodríguez Rodríguez, militar de Ingenieros, que llegaría a ser general, y María del Amparo Casado Moreno. Estudió en el Colegio Nuestra Señora del Pilar de Madrid, dirigido por los religiosos de la  Sociedad de María (Marianistas). En el colegio perteneció al movimiento de los Scouts Hispanos en su rama de rovers (para jóvenes de 16 a 22 años) al menos en los años 1933-35. Allí, en la escuela de jefes scouts, descubrió un ambiente de compromiso cristiano, de camaradería, de preocupación social que le cautivó. Y allí fue un lugar en donde pudo demostrar sus dotes de simpatía con los más pequeños (en aquel caso con los lobatos). En 1940, recordaría que era un «rover furioso» (apasionado), y que el escultismo jugó un papel en su contacto con el Opus Dei.
Ingresó en la Universidad Central de Madrid en el curso 1934-1935, en un momento de gran crispación política y social en España. Participó en algunas actividades políticas de signo tradicionalista. Al mismo tiempo, el ambiente familiar y la educación recibida en el colegio facilitaron una práctica religiosa profunda en el joven estudiante. En diciembre de 1935 conoció al fundador del Opus Dei, Josemaría Escrivá de Balaguer en la Academia Residencia DYA, la primera obra institucional del Opus Dei, dirigida al apostolado con universitarios. Rodríguez Casado comenzó a recibir la dirección espiritual de Escrivá y a frecuentar las actividades de DYA. El 13 de abril de 1936 formalizó su ingreso en el Opus Dei, institución donde permanecerá toda su vida.

### Guerra civil española
Al estallar la guerra civil española, el padre de Rodríguez Casado mostró su simpatía por el Alzamiento Nacional y tuvo que esconderse, con su hijo, en la legación de Noruega, que el cónsul Félix Schlayer había organizado como refugio de perseguidos. Vicente permaneció en esa sede diplomática desde el 19 de octubre de 1936 al 22 de junio de 1938. Posteriormente se alistó en el ejército republicano, con la intención de pasarse al bando nacional, para encontrarse con su familia y con Escrivá de Balaguer. El 12 de octubre de 1938 cruzó al bando nacional en el pueblo de Cantalojas (provincia de Guadalajara), acompañado de Álvaro del Portillo y de Eduardo Alastrué. Inmediatamente se incorporó al ejército nacional, aunque no llegó a entrar en combate.

### Final de estudios y oposiciones
Al final de la contienda volvió a Madrid donde acabó la carrera y redactó la tesis sobre "Primeros años de dominación española en la Luisiana", editada por el CSIC. Doctor en Filosofía y Letras, el 3 de junio de 1942 obtuvo por oposición la cátedra de Historia Universal Moderna y Contemporánea, que más tarde pasó a denominarse Historia Universal Moderna y Contemporánea e Historia General de la Cultura de la Universidad de Sevilla. Fue uno de los renovadores de los estudios históricos sobre el siglo XVIII español y, especialmente, del reinado de Carlos III.

### Periodo en Sevilla[6]
La falta de organización provocada por la guerra fue aprovechada por Rodríguez Casado para desarrollar un buen número de iniciativas. Contribuyó a la creación de la Sección de Historia de América en Sevilla, dependiente del Consejo Superior de Investigaciones Científicas, además de impulsar la creación en  1942 de la Escuela de Estudios Hispanoamericanos con la puesta en marcha de la "Revista de Indias" y el "Anuario de Estudios Americanos". En 1943 fundó, junto a la Ría de Huelva, la Universidad Hispanoamericana de Santa María de La Rábida, que ofrecía cursos de índole humanística a universitarios durante todos los veranos hasta 1973. A través del club de La Rábida se organizaron tertulias de jóvenes músicos, poetas y pintores, de ambos sexos, que organizaron exposiciones fuera de los círculos del academicismo y que llegaron a presentar sus obras en certámenes internacionales.

### Periodo definitivo en Madrid
En 1957 volvió a Madrid, donde desempeñó diversos cargos políticos: director general de Información  (1957-1962), procurador en Cortes por designación del jefe del Estado (1958-1967), director del Instituto Social de la Marina (1962-1967) y presidente del Crédito Social Pesquero. En 1974 trasladó su expediente a la Universidad Complutense de Madrid, donde en 1967 había ocupado la cátedra de Historia por jubilación de su titular y maestro, Ciriaco Pérez Bustamente. Desarrolló una intensa labor social a través de los ateneos populares para obreros y estudiantes y la Asociación de la Rábida. Apoyó la formación de profesores y estudiantes de la Universidad de Piura en Perú, creada en 1968.

## Obras

### Monografías

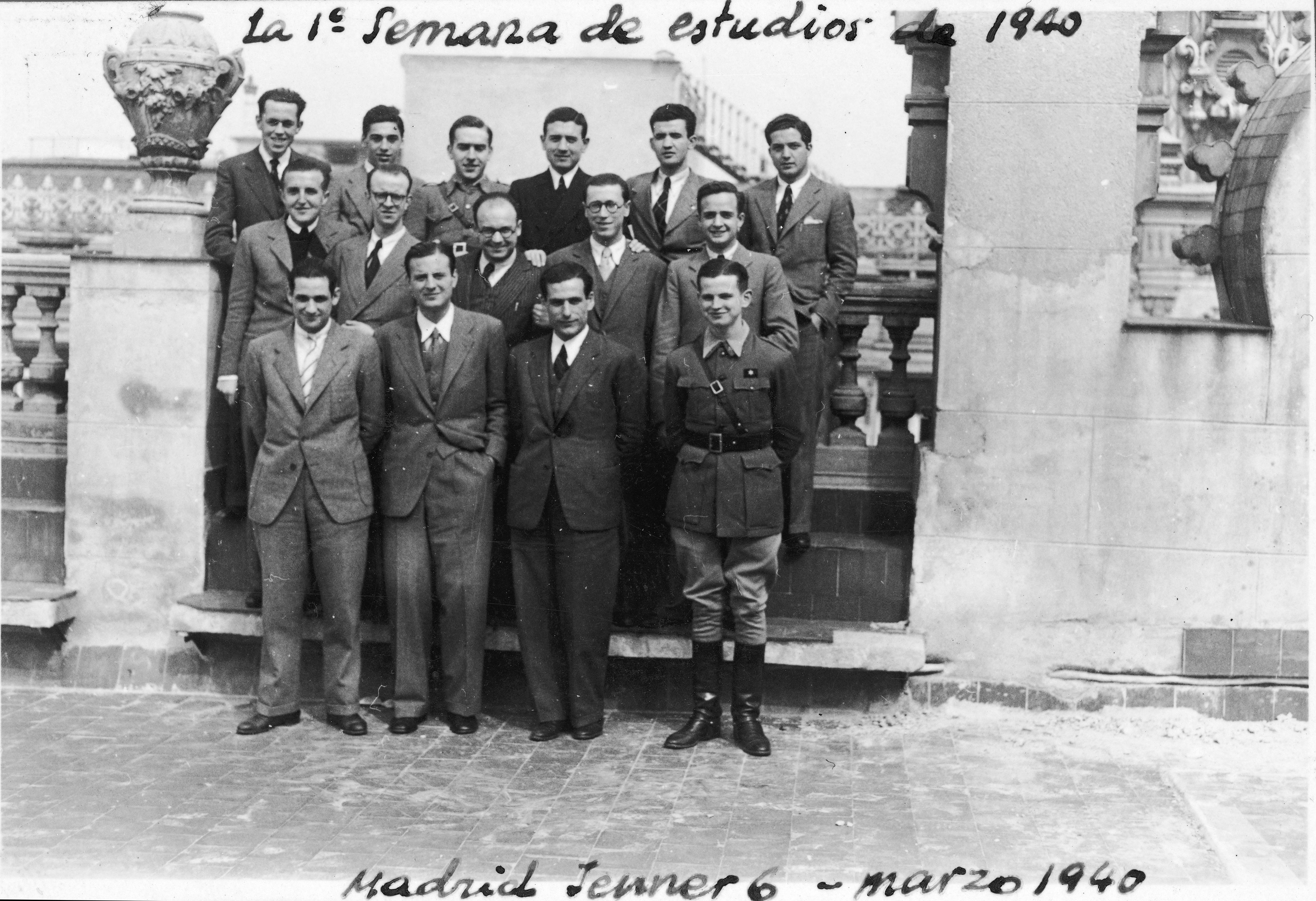
Vicente Rodríguez Casado en la I Semana de estudios - Residencia Jenner (6 de marzo de 1940). Es el primero por la izquierda, de la fila inferior.

- Primeros años de dominación española en Luisiana (1942), CSIC, Madrid.
- Memoria de Gobierno de José Fernando de Abascal y Sousa, virrey de Perú 2 vol.; ed. de Vicente Rodríguez Casado y José Antonio Calderón Quijano (1944), EEHA, Sevilla.
- Política marroquí de Carlos III (1946), CSIC, Madrid.
- Memoria de Gobierno de Manuel de Amat y Junyent, virrey de Perú (1761-1776) ed. y estudio preliminar de Vicente Rodríguez Casado y Florentino Pérez Embid (1947), EEHA, Sevilla.
- Memoria de Gobierno de Joaquín de la Pezuela, virrey de Perú ed. y estudio preliminar de Vicente Rodríguez Casado y Guillermo Lohmann Villena (1947), EEHA, Sevilla.
- Política interior de Carlos III (1950), Valladolid.
- José Ramón Rodil: Memoria del sitio del Callao ed. y estudio preliminar de Vicente Rodríguez Casado y Guillermo Lohmann Villena (1955), EEHA, Sevilla.
- De la Monarquía española del Barroco (1955), EEHA, Sevilla.
- La política y los políticos en el reinado de Carlos III (1962), Rialp, Madrid.
- Conversaciones de Historia de España (1963), 3 vols., Planeta, Madrid.
- La reforma social (1965), Sarpe (MC, núm. 18), Madrid.
- Orígenes del Capitalismo y del Socialismo contemporáneo (1979), ADEU, Lima. (segunda edición en Espasa Calpe, Madrid, 1981)
- Elogio de la libertad social (1984), Asociación de La Rábida - Universidad de Piura, Lima.
- Introducción a la Historia Universal (1988-1994), 3 vols., Universidad de Piura, Lima. Edición póstuma revisada y dirigida por Luis Suárez Fernández.